# Reaktive Stickstoffspezies
Reaktive Stickstoffspezies (engl. reactive nitrogen species, RNS) ist die Bezeichnung für hochreaktive Stickstoffverbindungen. Sie spielen bei einer Reihe physiologischer, aber auch pathophysiologischer Prozesse eine wichtige Rolle. Analog zu den reaktiven Sauerstoffspezies, die oxidativen Stress bewirken, verursachen reaktive Stickstoffspezies nitrosativen Stress. So sind die reaktiven Stickstoffspezies für einige zellpathologische Erscheinungen verantwortlich, die früher ausschließlich den reaktiven Sauerstoffspezies zugerechnet wurden. Zu den reaktiven Stickstoffspezies werden Stickstoffmonoxid und sein Folgeprodukt Peroxinitrit gerechnet.

## Entstehung
Das relativ stabile Radikal Stickstoffmonoxid (NO·) entsteht in den Zellen durch die katalytische Wirkung der NO-Synthasen (NOS). Dabei reagiert L-Arginin mit molekularem Sauerstoff zu Stickstoffmonoxid und L-Citrullin. Das gebildete Stickstoffmonoxid diffundiert an die Zellmembran.
An der Zellmembran wird mit Hilfe des Enzyms NADPH-Oxidase (NOX) das ebenfalls radikalische Hyperoxid-Anion (O2·−) gebildet. In einer diffusionslimitierten Reaktion reagiert das Stickstoffmonoxid mit dem Hyperoxid-Anion zu dem nicht-radikalischen, aber hochreaktiven Peroxinitrit:
NO· + O2·− → ONOO−
Peroxinitrit ist wegen seines hohen Redoxpotentials wesentlich aggressiver als seine beiden Vorläufermoleküle.
So reagiert Peroxynitrit mit stets vorhandenem Kohlenstoffdioxid zum kurzlebigen Nitrosoperoxycarbonat-Ion, das in zwei hochreaktive Radikale zerfällt, die für die DNA-Schäden von Peroxinitrit verantwortlich sind:
ONOO− + CO2 → ONOOCOO− → NO2· + CO3−·
Neben tierischen Zellen produzieren auch Pflanzenzellen Stickstoffmonoxid und damit auch potenziell reaktive Stickstoffspezies.

## Auswirkungen
Die reaktiven Stickstoffspezies sind für eine Vielzahl von physiologischen Prozessen wichtig, unter anderem für den Gefäßtonus und die Immunantwort. Der Hauptmechanismus ist dabei die Induktion der Apoptose (programmierter Zelltod).
Peroxynitrit ist in der Lage, intrazellulär den Glutathionspiegel zu senken und dadurch die Apoptose herbeizuführen.
Man geht davon aus, dass durch reaktive Stickstoffspezies ausgelöster nitrosativer Stress in eine Reihe von neurologischen, inflammatorischen, Stoffwechsel- und Herz-Kreislauf-Erkrankungen involviert ist.

## Nachweis
Ein Marker für nitrosativen Stress ist Nitrotyrosin. Es wird bei der Reaktion von Tyrosin mit Reaktionsfolgeprodukten der Stickstoffspezies gebildet und ist in vitro mit geeigneten Verfahren nachweisbar.

## Weiterführende Literatur
- A. Hausladen u. a.: Nitrosative Stress: Activation of the Transcription Factor OxyR. In: Cell 86, 1996, S. 719–729, doi:10.1016/S0092-8674(00)80147-6
- A. Hausladen u. a.: Nitrosative stress: Metabolic pathway involving the flavohemoglobin. In: PNAS 95, 1998, S. 14100–14105. (PDF; 202 kB)
- B. Plege: Unterschiedliche Schutzmechanismen humaner Tumorzellen gegen Apoptoseinduktion durch reaktive Sauerstoff- und Stickstoffspezies. Dissertation (PDF; 6,03 MB), Albert-Ludwigs-Universität Freiburg im Breisgau, 2006